# Liste historischer Waldbrände
Die Liste historischer Waldbrände nennt bedeutende Waldbrände weltweit. Sie erhebt keinen Anspruch auf Vollständigkeit.

## 19. Jahrhundert
| Beginn          | Ende               | Bezeichnung                                                           | Ort                                                                   | Fläche (in km²) | Bemerkungen und Links |
| --------------- | ------------------ | --------------------------------------------------------------------- | --------------------------------------------------------------------- | --------------- | --- |
| 4. August 1800  | 21. August 1800    | Waldbrand bei Baiersbronn                                             | Baiersbronn, Württemberg, heute: Deutschland                          | 23              | Über 7000 Morgen Staatswaldungen verbrannt |
| 30. August 1842 | 16. September 1842 | Der große Waldbrand in der Sächsisch-Böhmischen Schweiz im Jahre 1842 | Sächsische Schweiz und Böhmische Schweiz (Deutschland und Tschechien) | 2,36            | Der Brand brach unweit des Prebischtors aus und griff bis auf die sächsische Seite des Elbsandsteingebirges über. Das Feuer wütete auf 141 Hektar in Sachsen und 95 in Böhmen. Der Schaden betrug ca. 8.575 Festmeter. Eingedämmt durch Brandschneisen und Regen galt es am 16. September 1842 als gelöscht. Menschen kamen nicht zu Schaden. In der Weberschlüchte befindet sich eine Gedenkinschrift. |
| 8. Oktober 1871 |                    | Feuersturm von Peshtigo                                               | Wisconsin, Vereinigte Staaten                                         | 4.900           | 1200 bis 2500 Tote |

## 20. Jahrhundert
| Beginn           | Ende             | Bezeichnung                                     | Ort                                            | Fläche (in km²) | Bemerkungen und Links |
| ---------------- | ---------------- | ----------------------------------------------- | ---------------------------------------------- | --------------- | --- |
| 1910             |                  | Großer Brand von 1910                           | Washington, Idaho, Montana, Vereinigte Staaten | 12.000          | 86 Tote |
| 28. Februar 1911 |                  |                                                 | Steiermark, Österreich                         | 0,8             | Ausgelöst durch Funkenflug einer Dampflok und starkem Wind brannten 80 ha Hochwald. 224 Soldaten des bosnisch-herzegowinischen Infanterieregiments halfen. |
| 3. Oktober 1933  | 4. Oktober 1933  | Griffith Park Fire                              | Los Angeles, Vereinigte Staaten                | 0,19            | 29 zur Brandbekämpfung eingesetzte Zivilisten getötet. |
| 3. August 1936   |                  | Brandkatastrophe von Kurscha                    | Kurscha-2, Sowjetunion                         |                 | etwa 1200 Tote |
| 4. August 1949   | 6. August 1949   | Mann-Gulch-Waldbrand                            | Lewis and Clark County, Vereinigte Staaten     | ~5              | 13 Tote |
| 19. August 1949  | 27. August 1949  | Incendie de la Forêt des Landes de 1949         | Landes und Gironde, Frankreich                 | >500            | 82 Tote (Feuerwehrleute, freiwillige Helfer, Soldaten), mehrere hundert Verletzte                                                                          |
| 1966             |                  | Waldbrand                                       | Sintra, Portugal                               | ?               | in der Nähe von Lissabon, 7 Tage Dauer, 25 Tote (Militärs). Größter Waldbrand bis dato in Portugal.                                                        |
| 1. November 1966 | 3. November 1966 | Loop Fire                                       | Los Angeles County, Vereinigte Staaten         | 8               | 12 tote Feuerwehrleute |
| 8. August 1975   | 18. August 1975  | Brand in der Lüneburger Heide                   | Niedersachsen, Deutschland                     | 74              | 6 tote Feuerwehrleute (5 im Einsatz verbrannt; 1 erlag im Einsatz einem Herzanfall) sowie ein Polizeibeamter                                               |
| 16. Februar 1983 |                  | Buschfeuer in Victoria und South Australia 1983 | Australien                                     | 4.180           | 75 Tote, über 2.500 Verletzte |
| Juni 1988        | November 1988    | Brände im Yellowstone-Nationalpark 1988         | Vereinigte Staaten                             | 3.213           | größter Waldbrand im Yellowstone-Nationalpark seit Beginn der Aufzeichnungen                                                                               |
| 22. Mai 1992     | Juni 1992        | Waldbrand bei Weißwasser 1992                   | Deutschland, Sachsen                           | 16              | größter Waldbrand in Sachsen; ein Feuerwehrmann starb bei einem Verkehrsunfall im Dienst                                                                   |
| 21. April 1996   |                  | Waldbrand in Niederhaverbeck, Lüneburger Heide  | Niedersachsen, Deutschland                     | 3–4             | Dem Brand ging eine über Wochen andauernde Trocken- und Hitzeperiode (~30 °C) im März/April voraus.                                                        |

## 21. Jahrhundert
Datum von Beginn und Ende aus der Sicht der am Ort geltenden Zonenzeit.
| Beginn                         | Ende                                                                                             | Bezeichnung                                                                                            | Ort | Fläche (in km²) | Bemerkungen und Links |
| ------------------------------ | ------------------------------------------------------------------------------------------------ | --- | --- | --- | --- |
| Oktober 2002                   | 2003                                                                                             | Buschbrandsaison                                                                                       | Australien, Australien                                                                                               | | Buschbrandsaison begann ungewöhnlich früh schon im (Süd-)Frühling. |
| 20. Oktober 2007               | 8. November 2007                                                                                 | Waldbrände in Südkalifornien 2007                                                                      | Südkalifornien, Vereinigte Staaten                                                                                   | 2.800 | 10 Tote, Schadenshöhe mehr als 1 Mrd. US-Dollar |
| 7. Februar 2009                | 6. März 2009                                                                                     | Buschfeuer in Victoria 2009                                                                            | Australien | 4.300 | 173 Tote, bisher größte Brandkatastrophe Australiens |
| 29. Juli 2010                  | September 2010                                                                                   | Wald- und Torfbrände in Russland 2010                                                                  | Russland | 1.880 | Mehr als 700 Einzelbrände, mindestens 50 Tote |
| 2. Dezember 2010               | 6. Dezember 2010                                                                                 | Waldbrand in Israel 2010                                                                               | Karmel-Gebirge, Israel                                                                                               | 50 | Größter Waldbrand der Landesgeschichte, 44 Tote |
| 18. August 2012                | 20. August 2012                                                                                  | Waldbrand von Chios 2012                                                                               | Mastichochoria, Chios, Griechenland                                                                                  | 70 | Weitere Waldbrände in verschiedenen Gegenden, Zerstörung der historischen Mastixbäume |
| 28. Juni 2013                  | 10. Juli 2013                                                                                    | Yarnell Hill Fire                                                                                      | Weaver Mountains, Arizona, Vereinigte Staaten                                                                        | 34 | 19 tote Feuerwehrleute. 108 Häuser und 19 andere Bauwerke wurden zerstört |
| 17. August 2013                | 25. Oktober 2013                                                                                 | Rim Fire                                                                                               | Yosemite-Nationalpark, Kalifornien, Vereinigte Staaten                                                               | 1.010 | Waldbrand mit potentieller Bedrohung der Wasserversorgung von San Francisco |
| 12. September 2015             | 6. Oktober 2015                                                                                  | Valley Fire                                                                                            | Nordkalifornien, Vereinigte Staaten                                                                                  | 308 | >1.000 Häuser zerstört, >1200 Menschen geflüchtet |
| 1. Mai 2016                    | 21. Juli 2016                                                                                    | Waldbrand in Fort McMurray 2016                                                                        | Fort McMurray, Kanada                                                                                                | 5.817 | Bisher größte Brandkatastrophe in Alberta, 580.000 ha Wald vernichtet, ca. 80.000 Menschen evakuiert, 2400 Gebäude zerstört |
| 7. August 2016 (oder früher)   |                                                                                                  | Waldbrand auf La Palma                                                                                 | La Palma, Spanien | 25–48 | 27-jähriger Deutscher hat Klopapier angezündet, 2500 Menschen evakuiert. |
| 8. August 2016                 |                                                                                                  | Waldbrand auf Madeira                                                                                  | Funchal, Madeira, Portugal                                                                                           | | 150 Häuser, 1.000 Menschen evakuiert, 3 Tote |
| 10. August 2016                | 11. August 2016                                                                                  | Waldbrand nördlich Marseille                                                                           | Vitrolles, Frankreich                                                                                                | 33 | 5.000 Evakuierte, 33 Verletzte, 2 Tote, 1800 Feuerwehrleute, 12 Feuerlöschflugzeuge, 400 Polizisten, Wind 80–100 km/h (Mistral-Böen) bei bis 37 °C |
| 15. Januar 2017                |                                                                                                  | Waldbrände in Chile (2017)                                                                             | Regionen Metropolitana bis Araucanía, Chile                                                                          | 3.873 (Stand 27. Januar 2017) | Schlimmste Waldbrände der chilenischen Geschichte, 11 Tote; Santa Olga (1.000 Häuser) in der Region Maule komplett zerstört. |
| 17. Juni 2017                  | 22. Juni 2017 („vollständig unter Kontrolle“)                                                    | Waldbrände in Portugal 2017                                                                            | Pedrogao Grande, Portugal                                                                                            | mind. 260 | Vermutlich durch Blitzschlag ohne Regen entzündet. 66 Tote. |
| vor 7. Juli 2017               | 20. September 2017 (Ende der Evakuierungen) 5. Dezember 2017 (offizielles Ende der Brandsaision) | Waldbrände in British Columbia 2017                                                                    | um Williams Lake und anderswo, British Columbia, Kanada                                                              | In Summe mind. 12.000 | Notstand am 7. Juli ausgerufen. Ab 7. bis 16. Juli haben 36.000–37.000 Menschen ihre Häuser verlassen. ~1,3 % der Fläche der Provinz sind zerstört. Von April bis November 2017 wurden mehr als 1300 Brände registriert und richteten einen Schaden von mehr als 560 Millionen C$ an. |
| 8. Juli 2017                   |                                                                                                  | Waldbrände in Nordkalifornien, Juli 2017                                                               | San Luis Obispo und weitere Gebiete, Kalifornien, Vereinigte Staaten                                                 | In Summe mind. 150 | Bei ungewöhnlich hoher Lufttemperatur. Seit 5. Dezember auch in Ventura. 2 Tote im Dezember 2017. |
| Februar 2018                   | November 2018                                                                                    | Waldbrände in Kalifornien 2018                                                                         | Kalifornien, Vereinigte Staaten                                                                                      | Etwa 8.000 | Mendocino Complex 1200 km2 |
| Mitte Juli 2018                |                                                                                                  | Waldbrände in Schweden 2018                                                                            | Mittelschweden und nördlich von Stockholm, Schweden                                                                  | 300 | Ungewöhnlich hohe Lufttemperaturen, Trockenheit, keine Löschflugzeuge in Schweden. |
| 23. Juli 2018                  |                                                                                                  | Waldbrände in Attika 2018                                                                              | Region Attika, Griechenland                                                                                          | ~ 68 | Mind. 98 Tote und mehr als 179 Verletzte |
| 26. Juli 2018                  | 27. Juli 2018                                                                                    | Waldbrand bei Fichtenwalde                                                                             | Fichtenwalde, Potsdam-Mittelmark, Deutschland                                                                        | 1–2 | Hitzewelle, Dürreperiode, Ausbruch an der Autobahnböschung, erschwerter Einsatz durch explodierende Kampfmittelreste des Zweiten Weltkriegs. |
| Juli 2018                      | 7. September 2017 (Ende des Provinznotstand)                                                     | Waldbrände in British Columbia 2018                                                                    | British Columbia, Kanada                                                                                             | In Summe mind. 13.000 | Noch zahlreichere Feuer als im Jahr 2017. Mitte August brannten in der Provinz zeitgleich rund 650 Feuer. Bis Ende August brannten insgesamt mehr als 1600 Feuer in der Provinz. In der Masse waren es nur kleine Feuer, jedoch erreichten vier Feuer eine Größe von mehr als 1.000 km2 und eins sogar von 3000 km2. Der größte Brand zerstörte große Flächen in den Wäldern nordöstlich von Bella Coola, in den dort existierenden Provincial Parks. |
| August 2018                    |                                                                                                  | Waldbrand bei Treuenbrietzen                                                                           | Brandenburg, Deutschland                                                                                             | ca. 4 | Zeitweise mussten bis zu 500 Menschen ihre Häuser verlassen. Löscharbeiten wurden durch Munitionsreste im Waldgebiet erheblich erschwert. |
| 3. August 2018                 | 11. August 2018                                                                                  | Waldbrände im Monchique-Gebirge                                                                        | Monchique, Algarve, Portugal                                                                                         | 270 | 41 Verletzte, darunter 22 Feuerwehrleute, 9 komplett zerstörte und über 30 unbewohnbare Erstwohnsitze, mind. 49 obdachlos gewordene Menschen, zahlreiche verendete Tiere |
| 8. November 2018               | 25. November 2018 (Feuer endgültig eingedämmt)                                                   | Camp Fire                                                                                              | Butte County, Kalifornien, Vereinigte Staaten                                                                        | 62 | 86 Zivilisten getötet. Mehr als 18.500 Gebäude zerstört oder beschädigt. Mehr als 4.000 Feuerwehrleute im Einsatz. |
| Juli 2019                      | September 2019                                                                                   | Waldbrände in Indonesien                                                                               | Borneo, Sumatra u. a. Indonesien                                                                                     | Mindestens 3.200 | |
| 4. April 2019, abends          | 6. April 2019                                                                                    | | Goseong, Südkorea | 12 | 11 Verletzte. In Bergregion nahe Nordkorea (45 km) sind rasch 400 Häuser und 500 ha Land verbrannt. Knapp 4.000 Menschen evakuiert, rund 26.500 Einsatzkräfte und Soldaten, hunderte Einsatzfahrzeuge, 32 Helikopter. Nationaler Notstand. |
| Juli 2019                      | September 2019                                                                                   | Waldbrände in Sibirien                                                                                 | Sibirien, Russland                                                                                                   | 90.000 | Betroffen sind insbesondere die Gegenden von Jakutien, Krasnojarsk und Irkutsk. |
| Juli 2019                      | Oktober 2019                                                                                     | Waldbrände im Amazonas-Regenwald 2019                                                                  | Amazonas-Regenwald, Brasilien, Bolivien (und in geringerem Ausmaß in Paraguay)                                       | Gesamt 36.000: Regenwald Bolivien 9.500 Brasilien 12.500 Trockenwald Bolivien 14.000                                                        | Die Rauchentwicklung vernebelte Mitte/Ende August sogar die 2700 km entfernte Großstadt São Paulo. |
| 2019                           | Dezember 2019                                                                                    | Waldbrände in Kalifornien 2019                                                                         | Kalifornien, Vereinigte Staaten                                                                                      | 1.000 | Am 27. Oktober 2019 wurde in Kalifornien der Notstand ausgerufen. |
| Juni 2019                      | März 2020                                                                                        | Wald- und Buschbrände in Australien 2019/2020                                                          | Victoria, New South Wales und South Australia, Australien                                                            | Etwa 180.000 | |
| April 2020                     | Mai 2020                                                                                         | Waldbrand um das Kernkraftwerk Tschernobyl, in dem 1986 eine Nuklearkatastrophe stattfand (Super-GAU). | Oblast Kiew, Ukraine                                                                                                 | 115 (Stand 17. April 2020) | radioaktiver Brandrauch 1.000 km Brandschutzschneisen errichtet. |
| ?                              | 7. Juli 2020                                                                                     | | Oblast Luhansk, Ukraine                                                                                              | 120 | 6 Tote, orf.at 8.7.2020 |
| ?                              | 2. August 2020                                                                                   | | bei San Bernardino, Kalifornien, Vereinigte Staaten                                                                  | 80 | fast 7800 Evakuierte |
| 4. September 2020 (Creek Fire) | 24. Dezember 2020                                                                                | Creek Fire und andere                                                                                  | Kalifornien, Vereinigte Staaten                                                                                      | 1.537 | 1. Creek Fire, Wald- und Buschbrand südöstlich von San Francisco im Sierra National Forest breitete sich unterdessen mit dramatischer Geschwindigkeit aus. 4.9.–8.9. früh (Ortszeit) 550 km² erfasst. 200+35 mit Helikoptern evakuiert. 2. Im nördlichen Sacramento Valley Stromabschaltungen durch PG&E für rund 172.000 Haushalte als Entzündungsprävention ab 7. September 2020 abends Ortszeit. 3. In Südkalifornien 8.100 km² Land abgebrannt (Stand 8.9. abends). |
| ?                              | 16. Januar 2021                                                                                  | | um Valparaíso, Chile                                                                                                 | | 25.000 Evakuierte |
| 4. Juli 2021                   | Juli 2021                                                                                        | | nördlich der Hafenstadt Limassol, Zypern                                                                             | | 50 km2 Wald und Landwirtschaft im Troodos-Gebirge zerstört, vier tote ägyptische Landarbeiter. Ein 67-jähriger Bauer hatte „böswillig (…) vorsätzlich“ Pflanzenreste verbrannt, wurde inhaftiert und am 12. Juni 2023 zu 8 Jahren Haft verurteilt. |
| 28. Juli 2021                  | 12. August 2021                                                                                  | | Westküste, Tourismusregion Antalya, Türkei                                                                           | | mind. 1000 km2 Wald und Felder zerstört, Kohlekraftwerk in Milas, 8 Tote. Die Türkei hat nur 3 eigene Löschflugzeuge. |
| 9. August 2021                 | 17. August 2021                                                                                  | Waldbrände in Algerien 2021                                                                            | Küstenregion, Algerien                                                                                               | | 70 Feuer, 42 Tote, darunter 25 Soldaten als Retter. |
| 25. Oktober 2021               | 2. November 2021                                                                                 | Waldbrand bei Hirschwang 2021                                                                          | Hirschwang, Österreich                                                                                               | | Am Mittagskogel an einer Stelle ausgebrochen, wo öfters Lagerfeuer abgebrannt werden. Helikopter fassen lokal Wasser, zumindest ein Flächenflugzeug in der Donau in oder bei Wien. Handydatenauswertung wurde diskutiert. Die Erreichbarkeit per Lösch-Lkw und -Hubschrauber wird 2023 kartografiert. |
| 30. Januar 2022                | 11. Februar 2022                                                                                 | Waldbrand am Lago Maggiore                                                                             | Italien | | |
| 7. Juli 2022                   | 30. Juli 2022                                                                                    | Waldbrand im Yosemite-Nationalpark                                                                     | Kalifornien, Vereinigte Staaten                                                                                      | 20 | Bedroht Mammutbäume im Mariposa Grove |
| 2022                           | (bis 22. Juli 2022 betrachtet)                                                                   | Waldbrände in Spanien                                                                                  | Spanien | bis 22. Juli 2022 kumuliert 1970 km2 Wald; mehr als 1100 km2 davon in den letzten 10 Tagen                                                  | Mehr als je zuvor in einem Kalenderjahr in Spanien. |
| 17. Juni 2022                  | 25. Juni 2022                                                                                    | Waldbrände bei Treuenbrietzen und Beelitz                                                              | Brandenburg, Deutschland                                                                                             | 4 | [ 54 ] |
| 24. Juli 2022                  | 19. August 2022                                                                                  | Waldbrand im Elbsandsteingebirge                                                                       | Böhmische und Sächsische Schweiz, Tschechien und Deutschland                                                         | 10,5 km2 auf tschechischer, 1,5 km2 auf deutscher Seite                                                                                     | Erste Brände um Hřensko. Ab 25. Juli auch auf deutscher Seite in der Hinteren Sächsischen Schweiz im Gebiet Großer Winterberg und Großer Zschand. Aufgrund geringer Erschließung im Nationalpark und des unwegsamen und steilen Geländes gestalteten sich die Löscharbeiten teils schwierig. |
| 25. Juli 2022                  | 2. August 2022                                                                                   | Waldbrände bei Falkenberg/Elster und Arzberg (Sachsen)                                                 | Brandenburg, Sachsen, Deutschland                                                                                    | 11,0 | Aufgrund eines Sturmes fachte sich der Waldbrand am 27. Juli an, sodass eine Großschadenslage ausgerufen wurde und Einsatzkräfte aus vier Bundesländern gegen den Waldbrand ankämpften. Der Waldbrand war flächenmäßig der Größte Deutschlands im Jahr 2022. |
| 28. Juli 2022                  |                                                                                                  | Brand im steilen Rieserwald auf 1500 m Höhe                                                            | Serfaus, Vorarlberg, Österreich                                                                                      | wenig Fläche | Ein Gewitterblitz entzündete steilen, felsigen Wald. Aufgrund der Trockenheit bildeten sich Glutnester, entdeckt mittels Wärmebildkamera, im Bereich von Baumwurzeln unter der Erde und zwischen Felsen. Am 11. Tag dauert der Löscheinsatz noch mit großem Aufwand an. Bergretter sichern Feuerwehrleute, die in 3-h-Schichten Bäume fällen, Erde und Fels abtragen. |
| 04. August 2022                | 12. August 2022                                                                                  | Brand am Sprengplatz Grunewald der Bundespolizei Berlin                                                | Berlin, Deutschland                                                                                                  | 0,5 | Am Sprengplatz gelagert sind Fundmunition und Feuerwerkskörper. Es brennt am Platz und im Wald daneben. Weil Explosionen erfolgen, kann die Brandbekämpfung nur aus 1 km Entfernung erfolgen. |
| 21. August 2022                |                                                                                                  | Waldbrand                                                                                              | bei Rjasan, Russland                                                                                                 | 90 | 200 km südöstlich Moskau, dort Sichteinschränkung und Rauchgeruch. Am 21. August im „Gebiet Rjasan“ Notstand ausgerufen. 9000 Helfer löschen. |
| 3. Oktober 2022                | etwa 7. Oktober 2022                                                                             | Waldbrand                                                                                              | auch im Nationalpark Rapa Nui, Osterinsel, Chile                                                                     | | Beschädigte Steinstatuen (UNESCO-Welterbe) unreparierbar. |
| 21. Oktober 2022               | etwa 24. Oktober 2022                                                                            | Vegetationsbrand                                                                                       | am Berg Kilimandscharo, Tansania                                                                                     | | Brand auf etwa 4.000 m Höhe nahe des Karanga-Camps am Südhang, 500 Menschen löschen. |
| 2. Februar 2023                |                                                                                                  | Waldbrände in Chile 2023                                                                               | Chile Serie von Waldbränden im Zentrum Chiles, vor allem in den Regionen Ñuble, Biobío und Araucanía.                | Im ganzen Land circa 4.000 km² | 24 Tote |
| 31. Mai 2023                   |                                                                                                  | Waldbrände in Kanada 2023                                                                              | Kanada, insbesondere Alberta, British Columbia, Nova Scotia, Quebec, Kanada                                          | 184.960 km² im ganzen Land | Größte Waldbrände in Kanada seit Beginn der Aufzeichnungen, schwere Luftverschmutzung in Kanada und den USA, Rauch noch in Europa wahrnehmbar. |
| 28. Juni 2023                  |                                                                                                  | Vegetationsbrände                                                                                      | Arizona, Vereinigte Staaten                                                                                          | | Waldbrände seit Ende Juni. Wohngegenden, etwa Teile von Scottsdale, Arizona wurden evakuiert. |
| 15./16. Juli 2023              |                                                                                                  | Waldbrand                                                                                              | La Palma, Kanarische Inseln, Spanien                                                                                 | 49 | Am Wochenende verbrennen auf der Vulkaninsel fast 50 km², aus Puntagorda und Tijarafe werden 4200 Menschen evakuiert. |
| 17. Juli 2023                  | 31. Juli 2023                                                                                    | Waldbrände auf Rhodos Juli 2023                                                                        | Insel Rhodos, Griechenland                                                                                           | | Am 17. Juli oder später bricht der Waldbrand auf einem Berg im Zentrum der Insel aus. Ab frühmorgens 22. Juli (Sa) wird evakuiert. Bis 23. 7. mittags sind die Küstendörfer Kiotari, Gennadi, Pefki, Lindos, Lardos, Kalathos und das Dorf Apollona und der Stausee Gadoura von 19.000 Menschen evakuiert, über 2000 davon mit Unterstützung von 30+ Privatbooten. Touristen haben durch abgeschnittene Wege Rückflüge nicht erreicht. Es gibt Sammelpunkte im Norden der Insel, Hotels sind ausgebucht, Turnhallen etc. werden belegt. TUI hat 39.000 Gäste auf der Insel, etwa 7.800 sind von Evakuierung betroffen. TUI fliegt weiter, bringt jedoch niemanden mehr auf die überlastete Insel. Jet2 (GB) hat alle Flüge am 23.7. abgesagt. 200 Feuerwehrkräfte und 5 Helikopter im Einsatz. Verstärkung kommt aus Rumänien, Bulgarien, Polen, der Slowakei und Malta. Frankreich, Italien, die Türkei, Zypern, Israel und Jordanien beteiligen sich mit Löschflugzeugen und Hubschraubern. Mit Unterstützung aus anderen Ländern sind mehr als 100 Flugzeuge und -Hubschrauber im Löscheinsatz. |
| 8. August 2023, abends UTC–10  |                                                                                                  | Wald- und Buschbrände auf Hawaii 2023 mit Stadtbrand von Lahaina                                       | Maui und Hawaii (Big Island), Hawaii, Vereinigte Staaten                                                             | Mind. 114 Tote, hunderte Vermisste (Stand 19.8.2023)                                                                                        | Mehrere km² verbrannt, Orte wurden evakuiert, Hurrikan „Dora“ fachte das Feuer an. Bedeutender, zentraler Teil der Stadt Lahaina verbrannt. Tödlichster Waldbrand in den vergangenen 100 Jahren in den USA. |
| ab Do, 22. Februar 2024 UTC+10 | 28. Februar 2024                                                                                 | Buschbrand in Victoria                                                                                 | insbesondere bei Ballarat, Australien                                                                                | 220 | Tausende Anwohner mussten fliehen, 1000 Brandbekämpfer, 60 Flugzeuge, davon 4 mit Löschtanks im Einsatz |
| Mai 2024                       | laufend                                                                                          | Waldbrände in Kanada 2024                                                                              | Nahe der Stadt Fort McMurray in der Provinz Alberta                                                                  | unbekannt | Tausende Anwohner evakuiert. |
| Juni 2024                      | laufend                                                                                          | Waldbrände in Brasilien 2024                                                                           | Sumpfgebiet Pantanal                                                                                                 | | 230 km2 Wald verbrannt. Gebiet, das in früheren Jahren um diese Jahreszeit überschwemmt war. |
| Di, 18. Juni 2024              | laufend                                                                                          | Waldbrände in New Mexico 2024                                                                          | um die Stadt Ruidoso und Reservat der Mescalero Apache, Vereinigte Staaten                                           | | Mind. 1 Toter, 500 Gebäude beschädigt, 7000 Geflohene, 2 Brände außer Kontrolle, 80 km2 Wald verbrannt. |
| Di, 2. Juli 2024               | laufend                                                                                          | Waldbrände in Kalifornien 2024                                                                         | um die Stadt Oroville, im Norden von Kalifornien Vereinigte Staaten                                                  | 14 | Mehr als 25.000 zur Evakuierung aufgerufen. |
| So, 14. Juli 2024              | laufend                                                                                          | Waldbrände in Bulgarien 2024                                                                           | Mehrere Brände, am schlimmsten im Raum Swilengrad, im Südosten von Bulgarien Bulgarien                               | 73 | Mehr als 7.300 ha Gebiet um Swilengrad mit Wald und Agraranbau verbrannt. Im Süden des Landes in Plowdiw hilft das Heer beim Löschen. |
| Mi, 24. Juli 2024              | laufend                                                                                          | Park Fire                                                                                              | in der Region der Orte Cohasset und Forest Ranch sowie der Stadt Chico, im Norden von Kalifornien Vereinigte Staaten | 1.739 (Stand 31. August 2024) | Der bislang größte Waldbrand Kaliforniens in der Brandsaison 2024, der größte seit dem Dixie Fire 2021 sowie der viertgrößte seit Beginn systematischer Aufzeichnungen im Jahr 1932. Bisher mehr als 8.700 Personen evakuiert. |
| ab 28. Juli 2024               | laufend                                                                                          | Waldbrand Peloponnes 2024                                                                              | Peloponnes, Griechenland; Region Korinth, 120 km westlich von Athen Griechenland                                     | 75 (Stand 1. Oktober 2024) | 2 Tote (freiwillige Helfer); 5 Löschhubschrauber, 3 Löschflugzeuge, 120 Löschzüge |
| Mi, 6. November 2024           | laufend                                                                                          | Mountain Fire 2024                                                                                     | Kalifornien, USA; Ventura County, Camarillo, 80 km nordwestlich von Los Angeles Vereinigte Staaten                   | 83 km² | 10.000 Evakuierte, mind. 132 Häuser verbrannt, Fr auf 7 km² eingedämmt |
| Mi, 20. November 2024          | laufend                                                                                          | Waldbrand Manhattan 2024                                                                               | Manhattan, New York, USA Vereinigte Staaten                                                                          | 0,1 km² | Im Norden von Manhattan. Jemals erster Waldbrand in Manhattan. 1.–14. November bereits 171 Buschbrände in New York City. |
| Dezember 2024                  | laufend                                                                                          | Waldbrand Malibu Dezember 2024                                                                         | Malibu, Kalifornien Vereinigte Staaten                                                                               | | Küstenort Malibu samt Pazifikstrand |
| Di, 7. Januar 2025             | laufend                                                                                          | Waldbrände in Südkalifornien im Januar 2025                                                            | Los Angeles, Kalifornien Vereinigte Staaten                                                                          | 56 km², 5 Tote | Im Westen von Los Angeles, besonders im Stadtteil Pacific Palisades (25.000 Einw.). 70.000 Bewohner zum Verlassen aufgefordert, Flucht führte zu Autostaus und straßenhinderlich verlassenen Autos, Notstand. 2.000 Hilfskräfte, 15 Hubschrauber der Nationalgarde. 300.000 Haushalte ohne Elektrizität, Löschflugzeuge stehen wegen starkem Wind, 3 Wasserreservoirs (in Summe 11.000 m³) geleert, Nachlieferung durch Höhenlage und Pumpenkapazität erschwert. |
| 27. Februar 2025               | laufend                                                                                          | Waldbrände in Japan 2025                                                                               | Japan | 21 km², 1 Toter | Größte Waldbrände Japans seit 30 Jahren, 1700 Feuerwehrleute löschen, 4 Großhubschrauber. Mind. 80 Gebäude zerstört oder beschädigt, 1200 Anrainer evakuiert. |
| 6. März 2025                   | unter Kontrolle                                                                                  | Latsch, Vinschgau, Südtirol                                                                            | Südtirol Italien | > 1 km², 11 Verletzte | Autobrand entzündete Wald, 59 (von 90) Bewohner des Weilers St. Martin im Kofel (1740 m) wurden per Heli evakuiert, 4 kleine Löschhubschrauber, 2 weitere Hubschrauber. |
| Fr, 21. März 2025              | 25. März 2025 außer Kontrolle                                                                    | Waldbrände in Südkorea ab März 2025                                                                    | Ausgebrochen im Landkreis Sancheong, Provinz Südgyeongsang, 250 km SO von Seoul, Südkorea                            | 360 km², 26 Tote, 30 Verletzte, 37.000 in Notunterkünften. (Stand 27.3.)                                                                    | Ausgelöst durch den Funken eines Rasenmähers bei Frühjahrsdürre und Wind. Historische Stätten zerstört, Gounsa-Tempel im Bezirk Uiseong abgebrannt, doch Glocke bewahrt, 4 Landkreise Katastrophengebiet, 5000 Einsatzkräfte, 140 Helis, 1 Heli abgestürzt. |
| So, 29. Juni 2025              | Mo, 30. Juni 2025 Bericht                                                                        | Waldbrände in Südfrankreich Juni 2025 Frankreich                                                       | An 7 Stellen nahe Narbonne, Frankreich ausgebrochen.                                                                 | 4 km² Vegetation | 650+ Feuerwehrleute, Löschflugzeug(e), - hubschrauber im Einsatz, Dutzende Anwohner und Urlauber evakuiert. (Stand 30.6.) |
| Di, 1. Juli 2025 oder früher   | Mi, 2. Juli 2025 Bericht                                                                         | ? Spanien                                                                                              | An 2 Stellen, Terrafeta und Florejacs, nahe Coscó, Katalonien, Spanien ausgebrochen.                                 | | 2 Tote bei Löscharbeiten entdeckt. |
| Mi, 2. Juli 2025, nm           | Do, 3. Juli 2025 Bericht                                                                         | ? Griechenland                                                                                         | Nähe Hafenstadt Ierapetra, Südküste der Insel Kreta, Griechenland                                                    | | 3 Dörfer, einige Hotels und Pensionen evakuiert. |
| Mi, 2. Juli 2025               | Do, 3. Juli 2025 Bericht                                                                         | Gohrischheide Deutschland                                                                              | an der Grenze zwischen Sachsen und Brandenburg, Deutschland                                                          | | Ehemaliger Truppenübungsplatz mit Restmunition. Orte evakuiert, 500 Einsatzkräfte. |
| Mo, 14. Juli 2025              | Di, 15. Juli 2025 Bericht                                                                        | San Juan County, Utah Vereinigte Staaten                                                               | | 40 km² | Feuertornado über Waldbrand |
| Fr, 25. Juli 2025              | Fr, 25. Juli 2025 Bericht                                                                        | Kamis, Karabük Türkei                                                                                  | Brand entzündete sich im Nachbardorf.                                                                                | ? | Das Dorf Kamis brennt ab – 7 Häuser und 2 Ställe. |
| 5. August 2025                 | So, 17. August 2025 Bericht                                                                      | Wald- und Vegetationsbrände im Nordwesten Spanien                                                      | besonders in den Provinzen Ourense und León                                                                          | 1150 | mind. 3 Tote, 40 °C |
| Fr, 8. August 2025             | Fr, 8. August 2025 Bericht                                                                       | Feuer nahe der Stadt Canakkale, Çanakkale Türkei                                                       | 8.8. Meerenge Dardanellen geschlossen.                                                                               | Am 11.8. 2000 Menschen evakuiert. 16.8. Halbinsel Gelibolu: 251 Bewohner aus 5 Dörfern evakuiert, 12 Flugzeuge, 18 Helis, 900 Einsatzkräfte | Brände beidseits der Dardanellen |
| Beginn                         | Ende                                                                                             | Bezeichnung                                                                                            | Ort | Fläche (in km²) | Bemerkungen und Links |